# Glauco Felici
Glauco Felici (1946 – 19 settembre 2012) è stato un traduttore italiano.

## Biografia
Laureato in lettere, collaboratore del quotidiano La Stampa, era fra i più autorevoli traduttori dallo spagnolo.
Ha lavorato prevalentemente per Einaudi, traducendo svariati autori. Fra quelli che ha fatto conoscere al lettore italiano si ricordano Osvaldo Soriano (da Triste, solitario y final a Pensare con i piedi), Jorge Luis Borges (La biblioteca inglese), Mario Vargas Llosa (La libertà selvaggia: diario dall'Iraq).
Ha ottenuto significativi riconoscimenti per la sua attività: per la traduzione de Il tuo volto domani 3. Veleno e ombra e addio di Javier Marías ha vinto il XXXXI Premio Monselice per la traduzione letteraria (2011), mentre nel 1996 gli è stato assegnato il Premio Grinzane Cavour.
È scomparso improvvisamente nel 2012.

## Opere

### Curatele
- Miguel de Unamuno, Il risentimento tragico della vita: note sulla rivoluzione e sulla guerra civile di Spagna, Genova, Il melangolo, 1995
- Jorge Luis Borges; Margarita Guerrero, Manuale di zoologia fantastica, Torino, Einaudi, 1998
- Jorge Luis Borges, Elogio dell'ombra, Torino, Einaudi, 1998
- Jorge Luis Borges, Cronache di Bustos Domecq, Torino, Einaudi, 1999
- Adolfo Bioy Casares, Un leone nel parco di Palermo: racconti 1948-1962, Torino, Einaudi, 2005
- Federico García Lorca, Il pubblico, Torino, Einaudi, 2006
- Carlos Barral, Il volo oscuro del tempo: memorie di un editore poeta, 1936-1987, Milano, Il Saggiatore, 2011 (con Roberto Baravalle e Paolo Collo)

### Traduzioni
- Horacio Labastida, Chiesa, sottosviluppo e rivoluzione in America Latina, Bari, Laterza, 1969
- Sergio Vilar, Contro Franco: i protagonisti dell'opposizione alla dittatura 1939-1970, Milano, Feltrinelli, 1970
- Federico García Lorca, Opera poetica 1, Milano, Guanda, 1978
- Xavier de Salas, Goya, Milano, Mondadori, 1978
- Didier Bodart, Rubens, Milano, Mondadori, 1991
- Osvaldo Soriano, Triste, solitario y final, Torino, Einaudi, 1991
- Osvaldo Soriano, L'occhio della patria, Torino, Einaudi, 1993
- Osvaldo Soriano, Un'ombra ben presto sarai, Torino, Einaudi, 1994
- Osvaldo Soriano, Pensare con i piedi, Torino, Einaudi, 1995
- Vicente Leñero, I muratori, Milano, Il Saggiatore, 1996
- Osvaldo Soriano, L'ora senz'ombra, Torino, Einaudi, 1996
- Paco Ignacio Taibo II, Rivoluzionario di passaggio, Milano, Tropea, 1996
- Guillermo Cabrera Infante, Mea Cuba, Milano, Il Saggiatore, 1997
- Mario Vargas Llosa, I quaderni di Don Rigoberto, Torino, Einaudi, 1997
- Javier Marías, Domani nella battaglia pensa a me, Torino, Einaudi, 1998
- Mario Vargas Llosa, Lettere a un aspirante romanziere, Torino, Einaudi, 1998
- Javier Marías, Tutte le anime, Torino, Einaudi, 1999
- Miquel de Palol, Il giardino dei sette crepuscoli, Torino, Einaudi, 1999
- Antonio Skármeta, Match ball, Milano, TEA, 1999
- Javier Marías, Nera schiena del tempo, Torino, Einaudi, 2000
- Javier Marías, L'uomo sentimentale, Torino, Einaudi, 2000
- Álvaro Pombo, Dove le donne, Torino, Einaudi, 2000
- Mario Vargas Llosa, La festa del Caprone, Torino, Einaudi, 2000
- Javier Marías, Quand'ero mortale, Torino, Einaudi, 2001
- Osvaldo Soriano, Ribello, sognatori e fuggitivi, Torino, Einaudi, 2001
- Federico García Lorca, Il mio segreto: poesie inedite 1917-1919, Torino, Einaudi, 2002
- Javier Marías, Selvaggi e sentimentali: parole di calcio, Torino, Einaudi, 2002
- Javier Marías, Il tuo volto domani. 1. Febbre e lancia, Torino, Einaudi, 2003
- Mario Vargas Llosa, Il Paradiso è altrove, Torino, Einaudi, 2003
- Juan Goytisolo, Le settimane del giardino: un circolo di lettori, Torino, Einaudi, 2004
- Javier Marías, Vite scritte, Torino, Einaudi, 2004
- Osvaldo Soriano, Pirati, fantasmi e dinosauri, Torino, Einaudi, 2004
- Mario Vargas Llosa, La libertà selvaggia: diario dall'Iraq, Torino, Einaudi, 2004
- Javier Marías, Traversare l'orizzonte, Torino, Einaudi, 2005
- Jorge Luis Borges, La biblioteca inglese: lezioni sulla letteratura, Torino, Einaudi, 2006 (con Irene Buonafalce)
- Andrés Trapiello, Le vite di Miguel de Cervantes, Vicenza, Pozza, 2006
- Mario Vargas Llosa, Avventure della ragazza cattiva, Torino, Einaudi, 2006
- Javier Marías, Il tuo volto domani. 2. Ballo e sogno, Torino, Einaudi, 2007
- Osvaldo Soriano, I racconti degli anni felici: 1974-1996, Torino, Einaudi, 2007
- Federico García Lorca, Il pubblico, Torino, Einaudi, 2007
- Martín Kohan, Fuori i secondi, Torino, Einaudi, 2008
- Federico García Lorca, Poeta a New York, Torino, Einaudi, 2008
- Quim Monzó, Il migliore dei mondi, Torino, Einaudi, 2008
- Javier Marías, Il tuo volto domani. 3. Veleno e ombra e addio, Torino, Einaudi, 2010
- Javier Marías, Interpreti di vite, Torino, Einaudi, 2011
- Mario Vargas Llosa, Il sogno del celta, Torino, Einaudi, 2011
- José Lezama Lima, Paradiso, Roma, Sur, 2016